# 赫拉尼特內

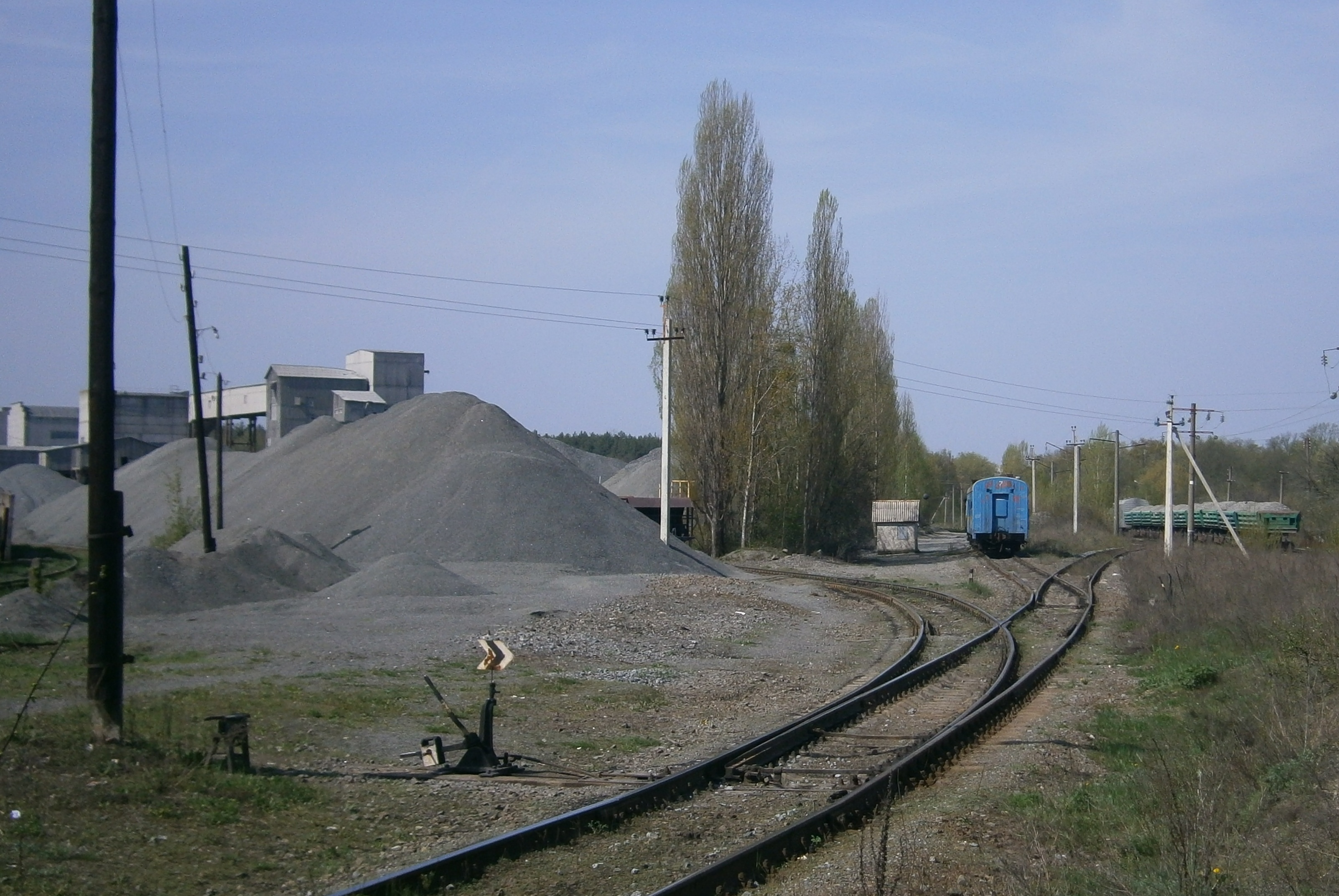
碎石厂

赫拉尼特内是烏克蘭北部日托米爾州科羅斯堅區马林市镇内的市級鎮，始建於1928年，面積1平方公里，海拔高度141米，2012年人口1,508人，人口密度每平方公里1,508人。